# قنزعة

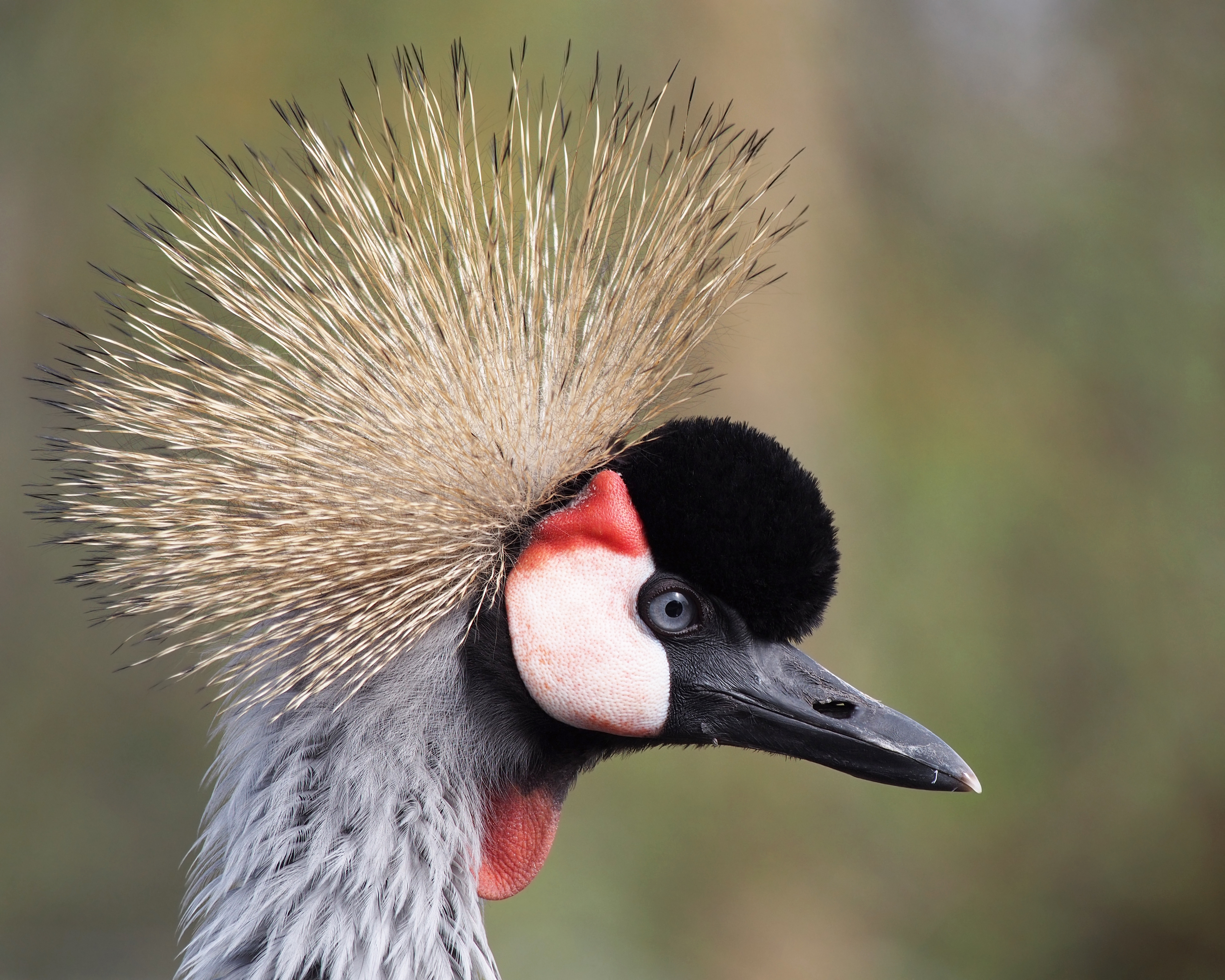
قنزعة كركي متوج رمادي - مثال على أنواع الطيور ذات القنزعة

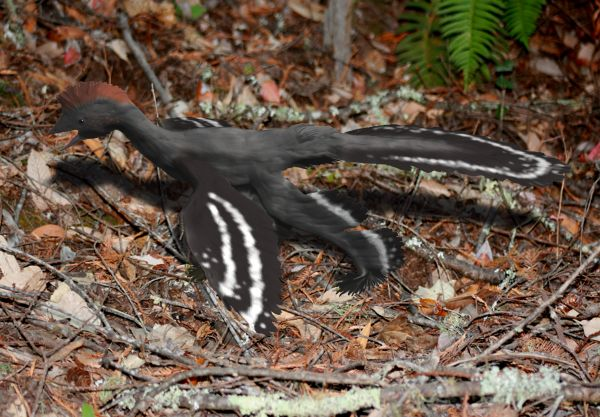
قريب الطير يظهر قنزعة على رأسه

القُنْزَعَة أو القَنْزَعَة أو القِنْزِعَة أو القُنزُعة أو القُنبُرة سمة بارزة تظهر على رؤوس العديد من الطيور وأنواع الديناصورات. وقد شاعت تسمية هذه الطيور بأنها (مُتوَّجَة أو مُقْنْزَعة) وهي تختلف عن سمات أخرى مثل الخوذة أو عرف الدجاج والتي هياكل عظمية ولحمية على التوالي. القنزغة هي ريش قائم مجتمع على الرأس ناعم وقابل للانحناء. هذه الأنصاف شائعة في الطيور على طول الرأس والرقبة وأعلى الظهر، ويمكن استخدامها للطفو واستشعار الاهتزازات. تستخدم القنزغة عند الطيور عمومًا لأغراض العرض.

## معرِض الصور

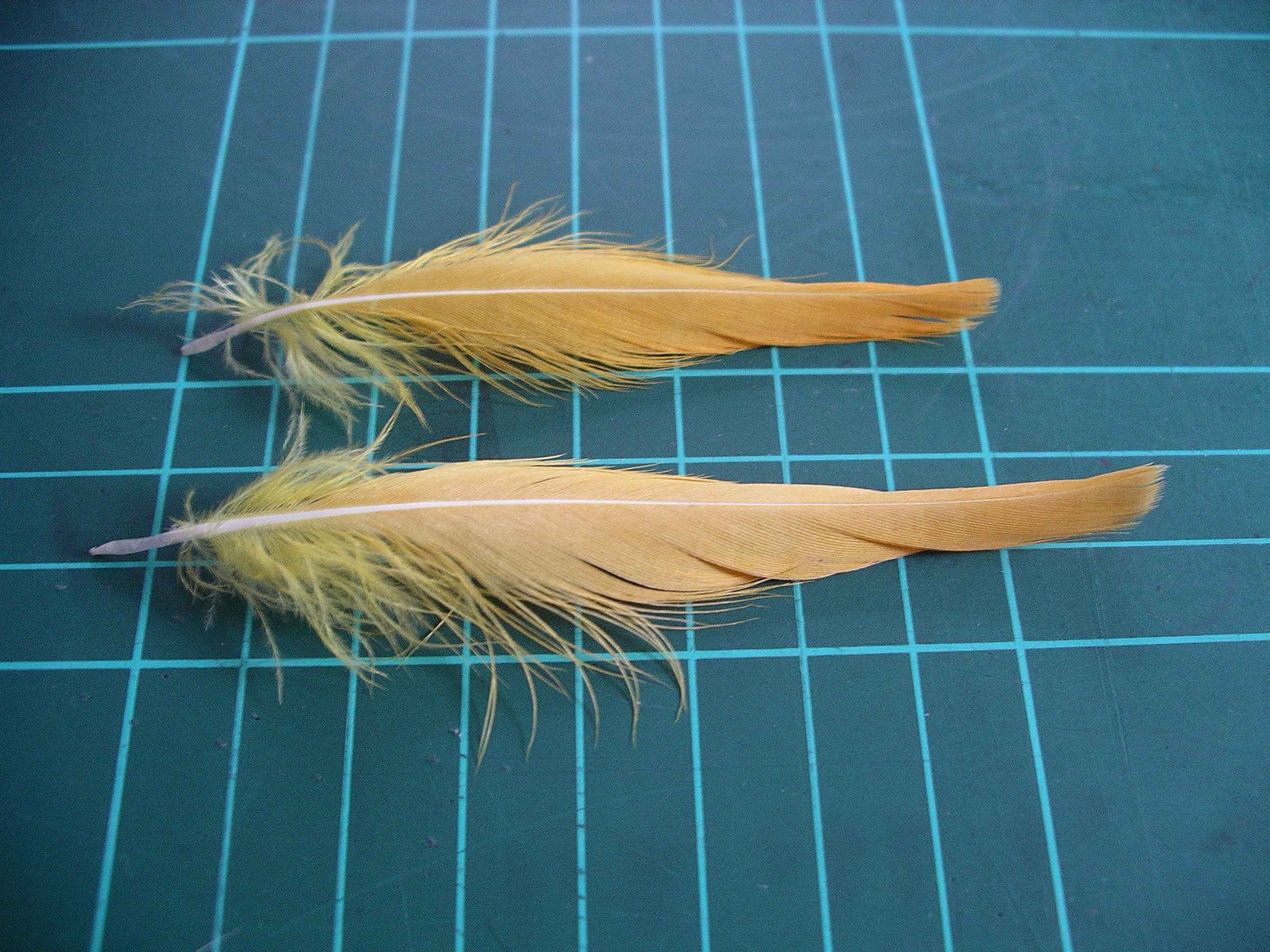
ريش قنزعة لطائر كوكاتو متوج
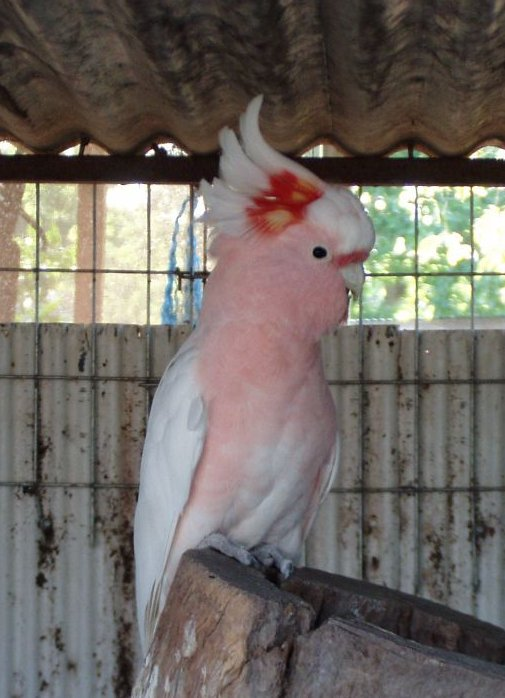
كوكاتو زهري
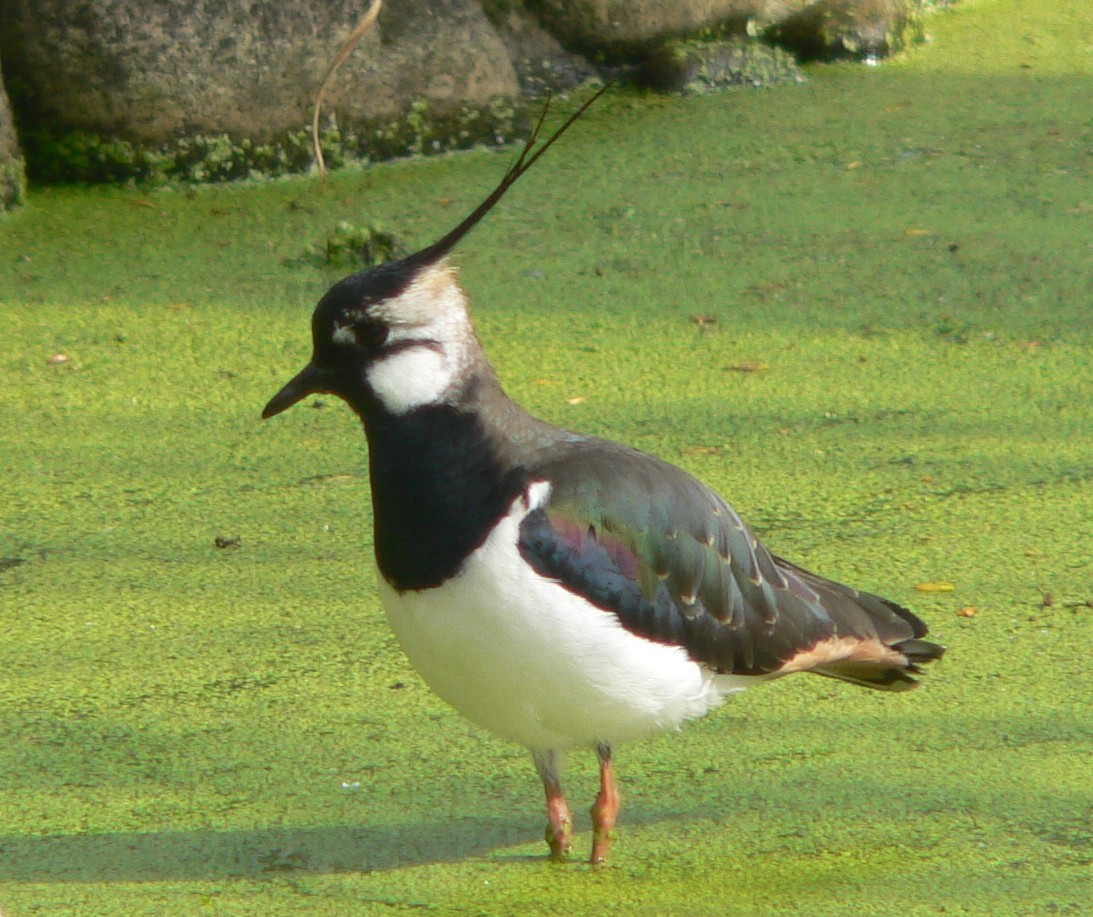
أبو طيط متوج
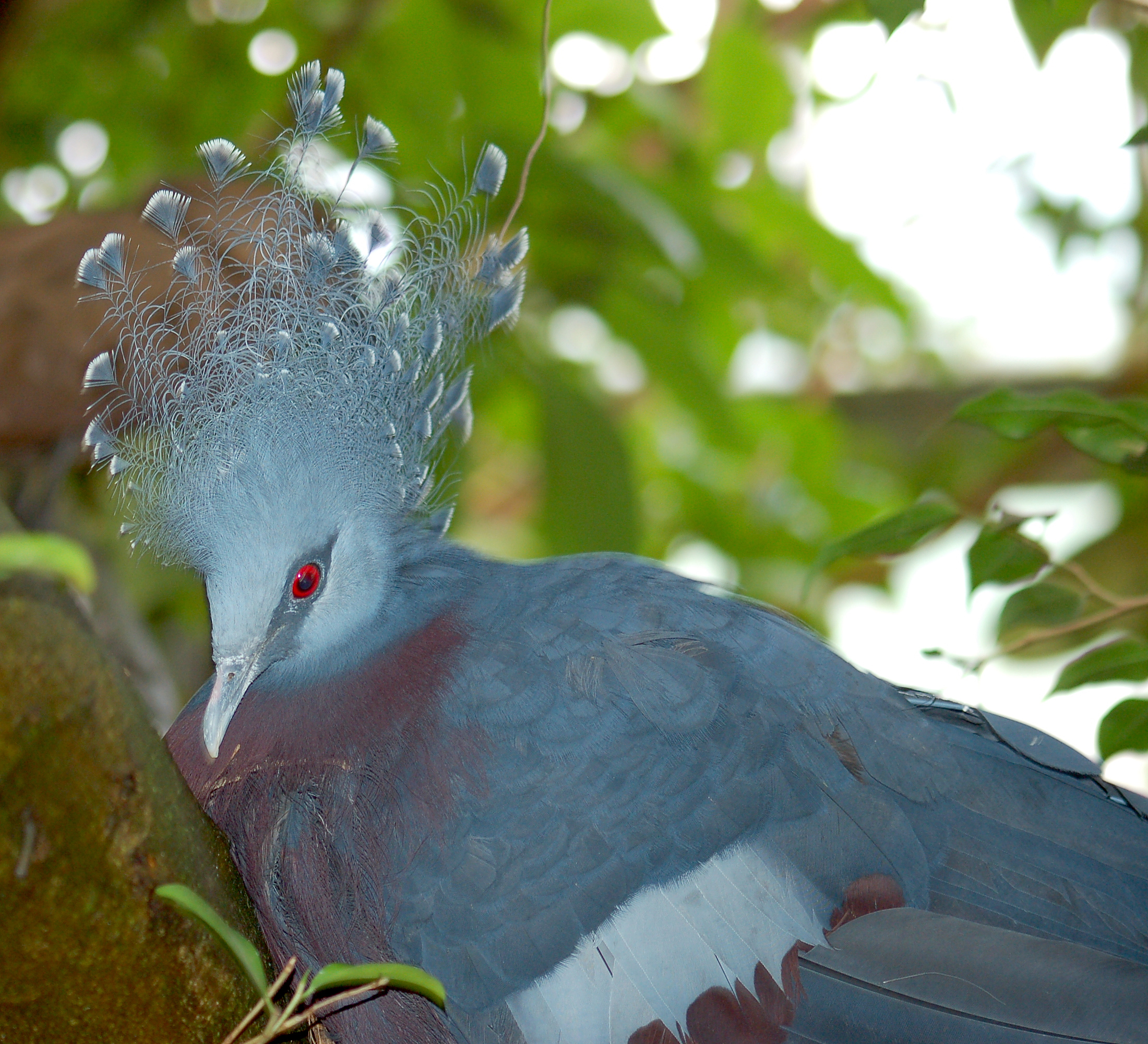
حمام متوج فكتوري
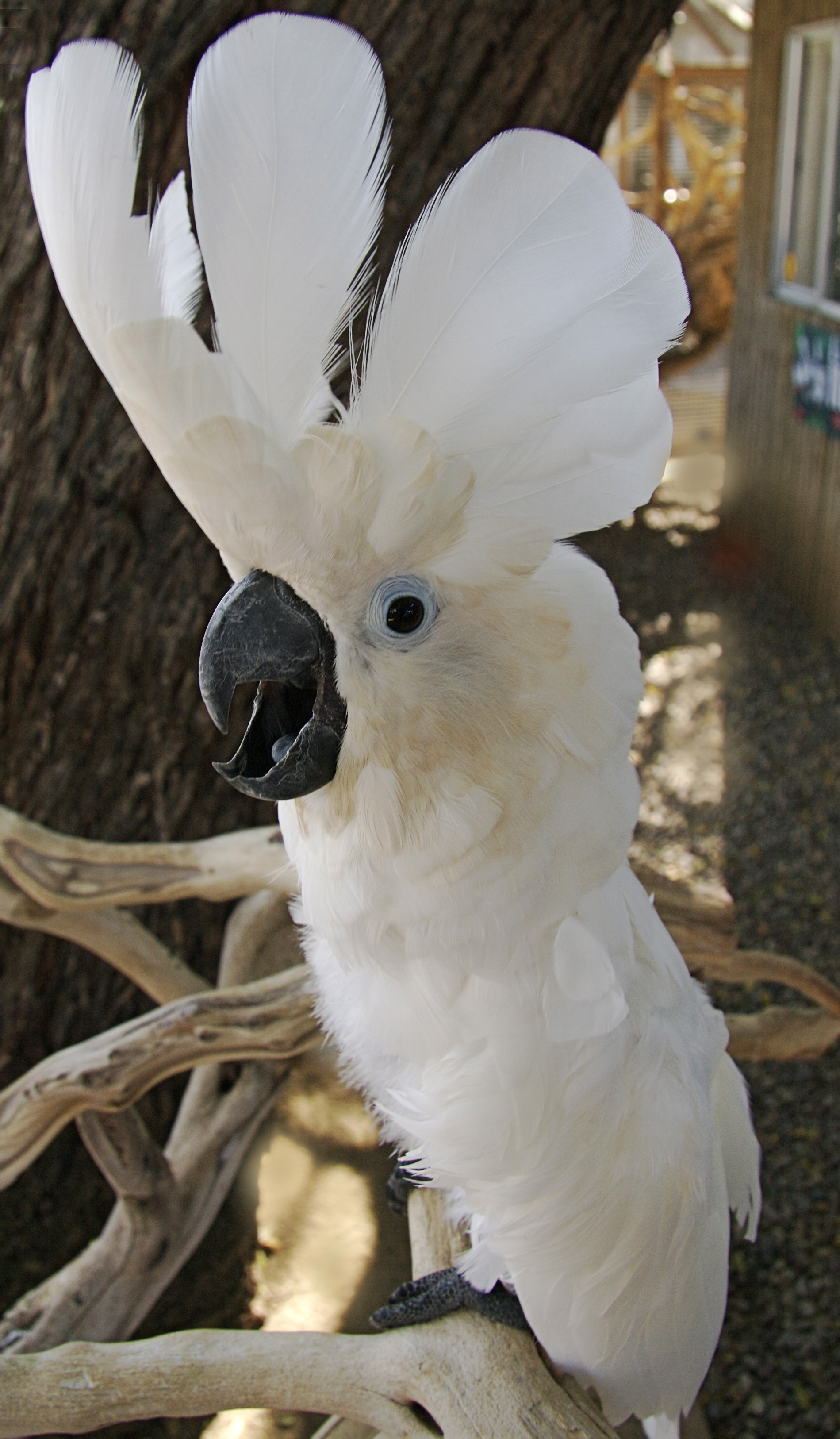
كوكاتو بيضاء يظهر قنزعته
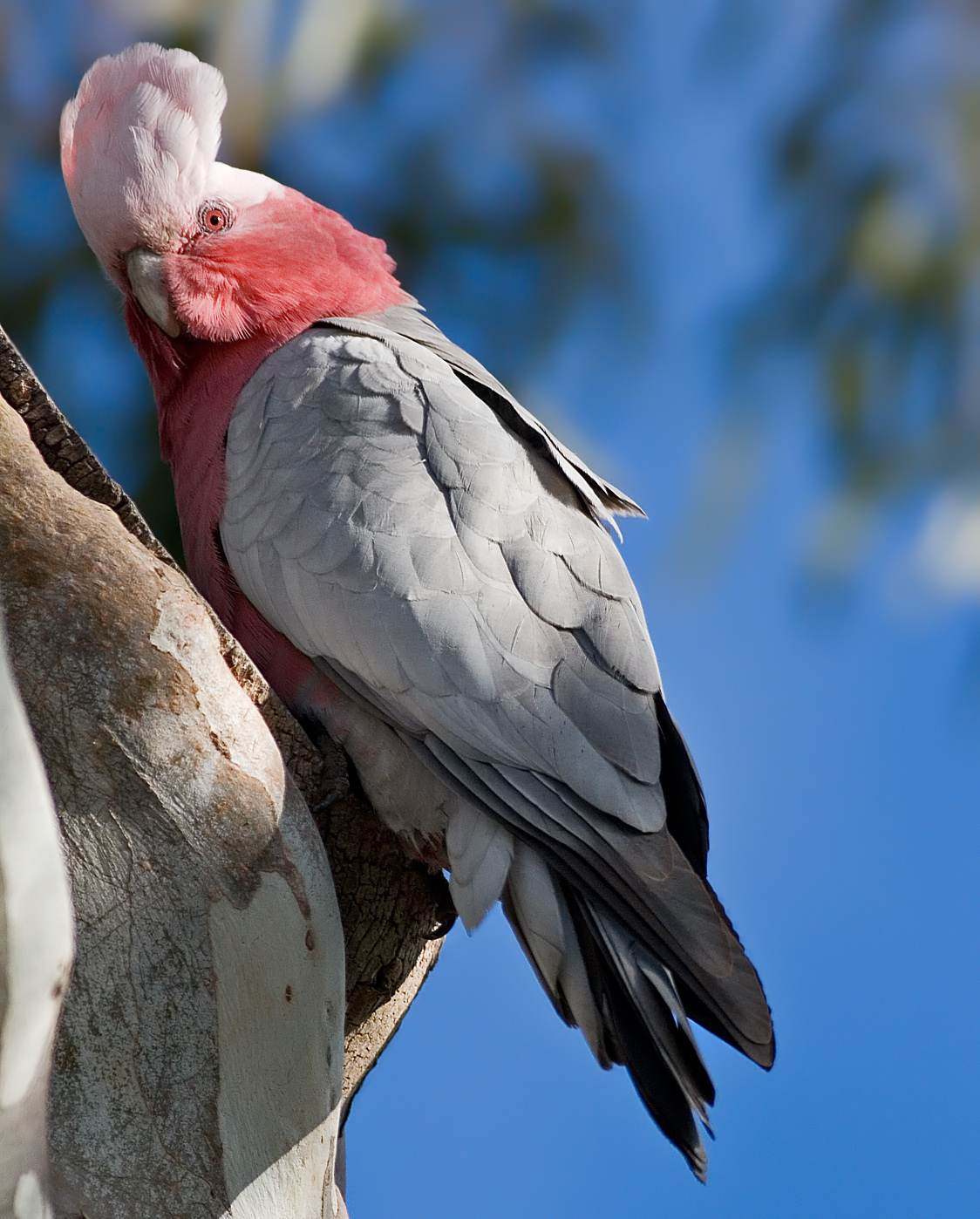
أنثى الغال ترفع قنزعتها
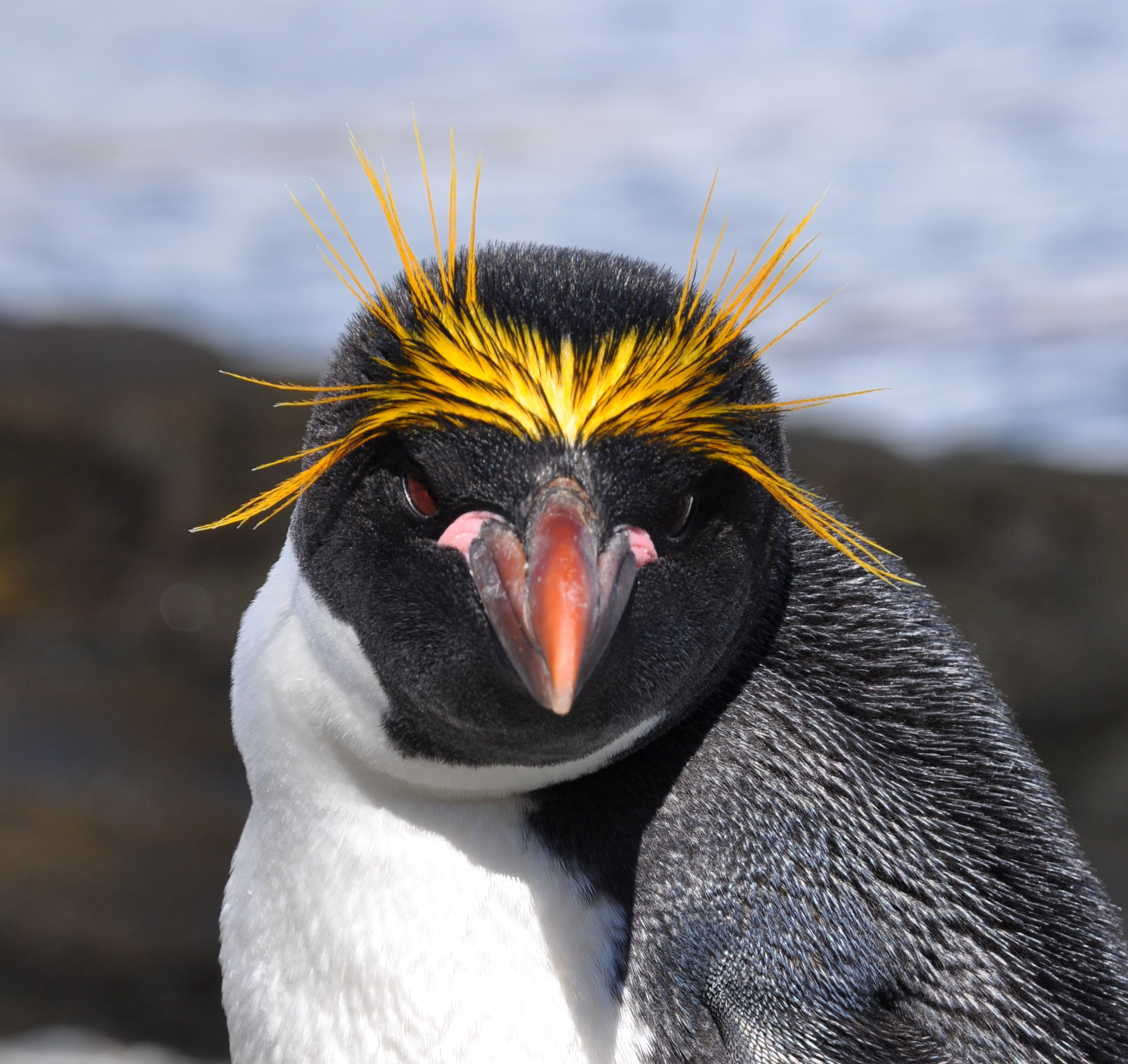
بطريق المكرونة
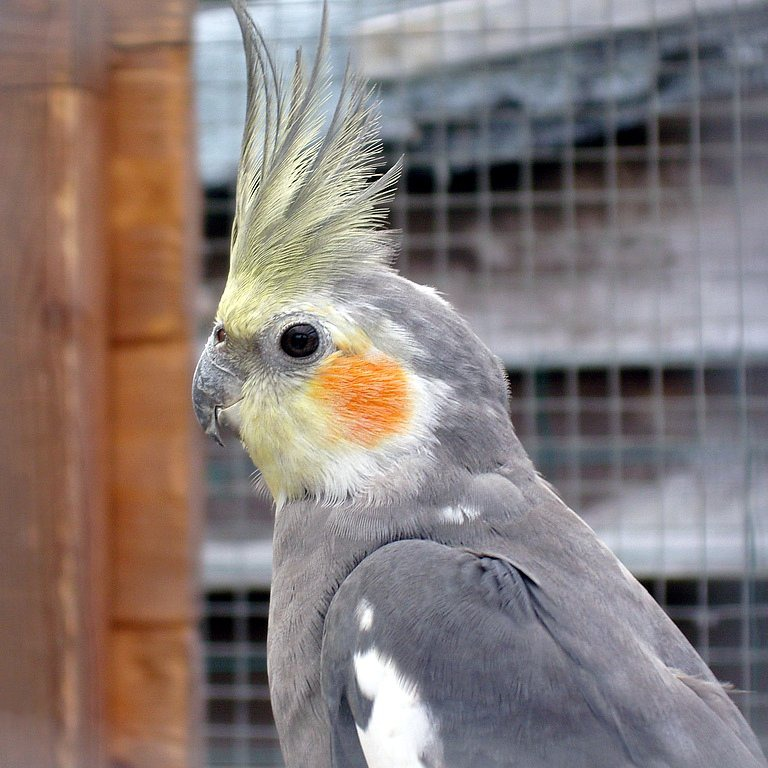
ككتيل
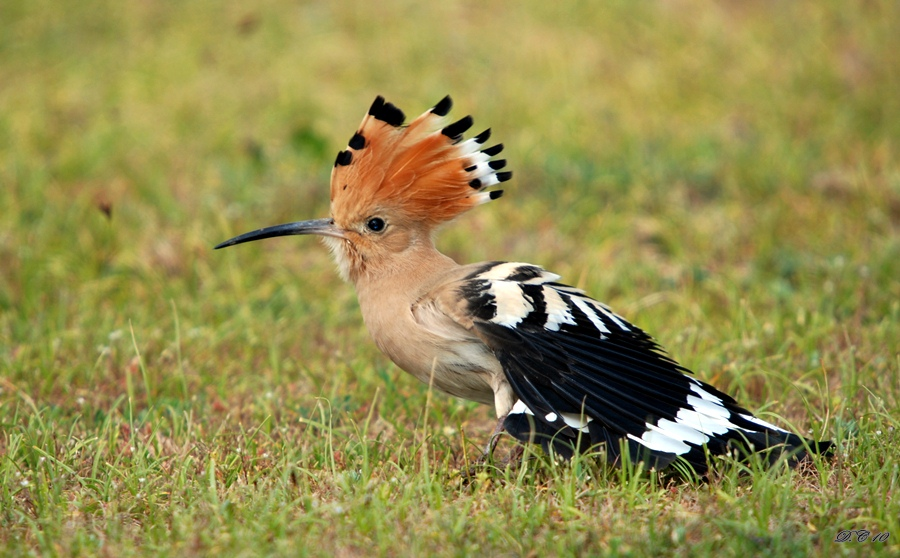
الهدهد

من الشتاء إلى الصيف

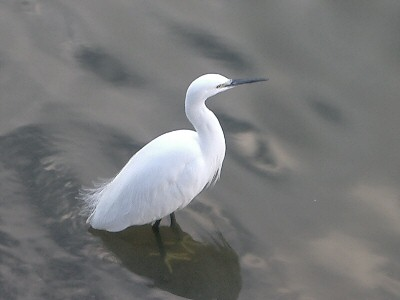
سنقيل في الشتاء
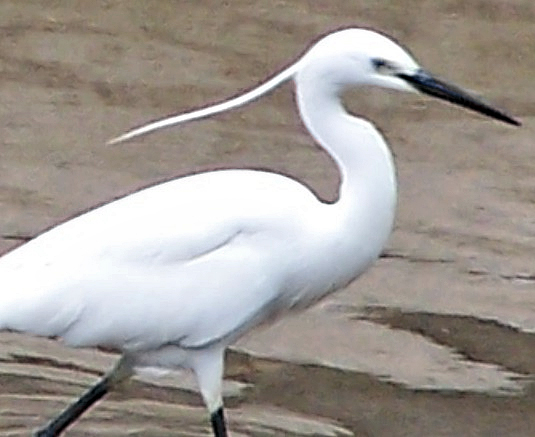
سنقيل في الصيف
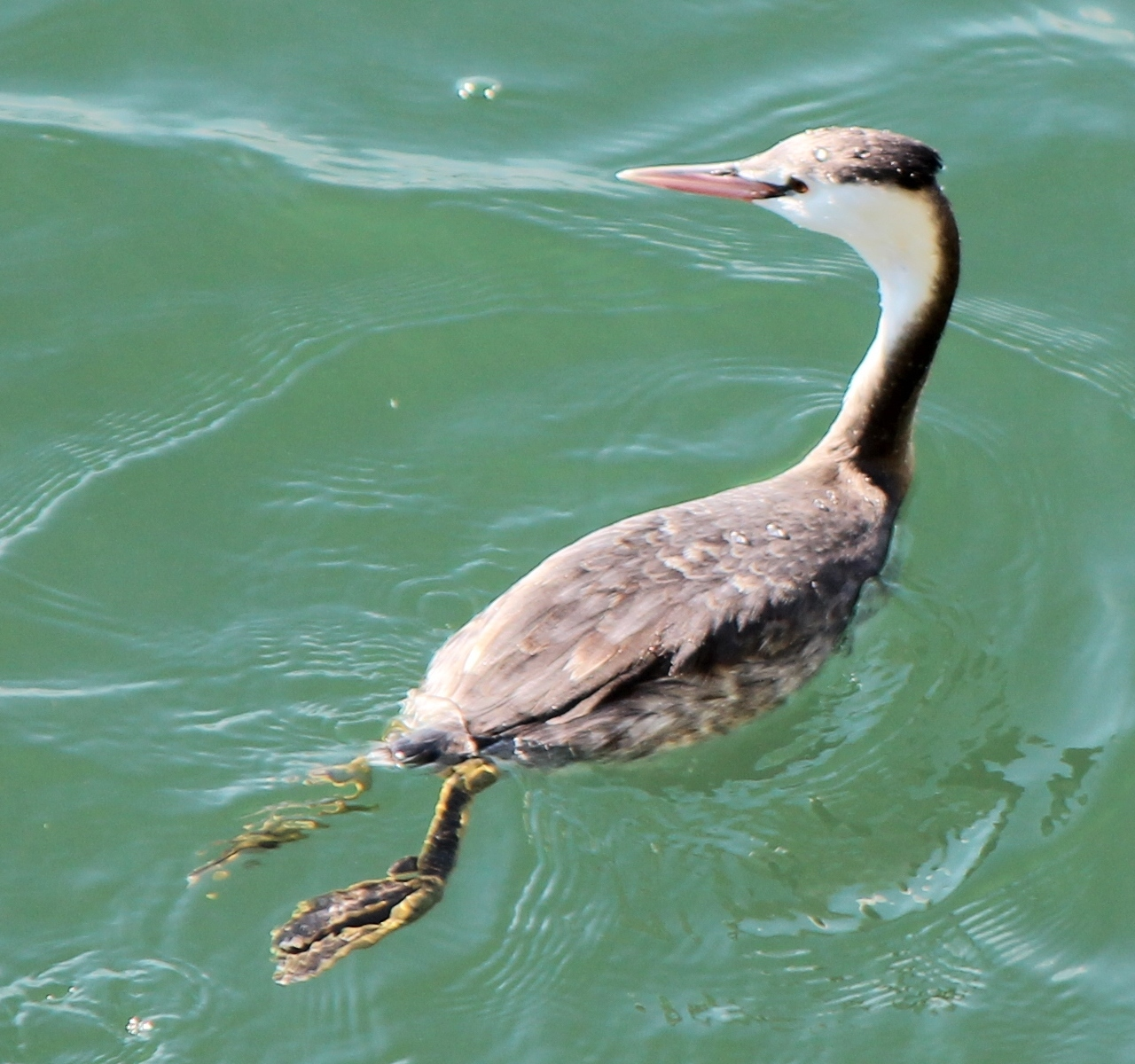
غطاس متوج في الشتاء
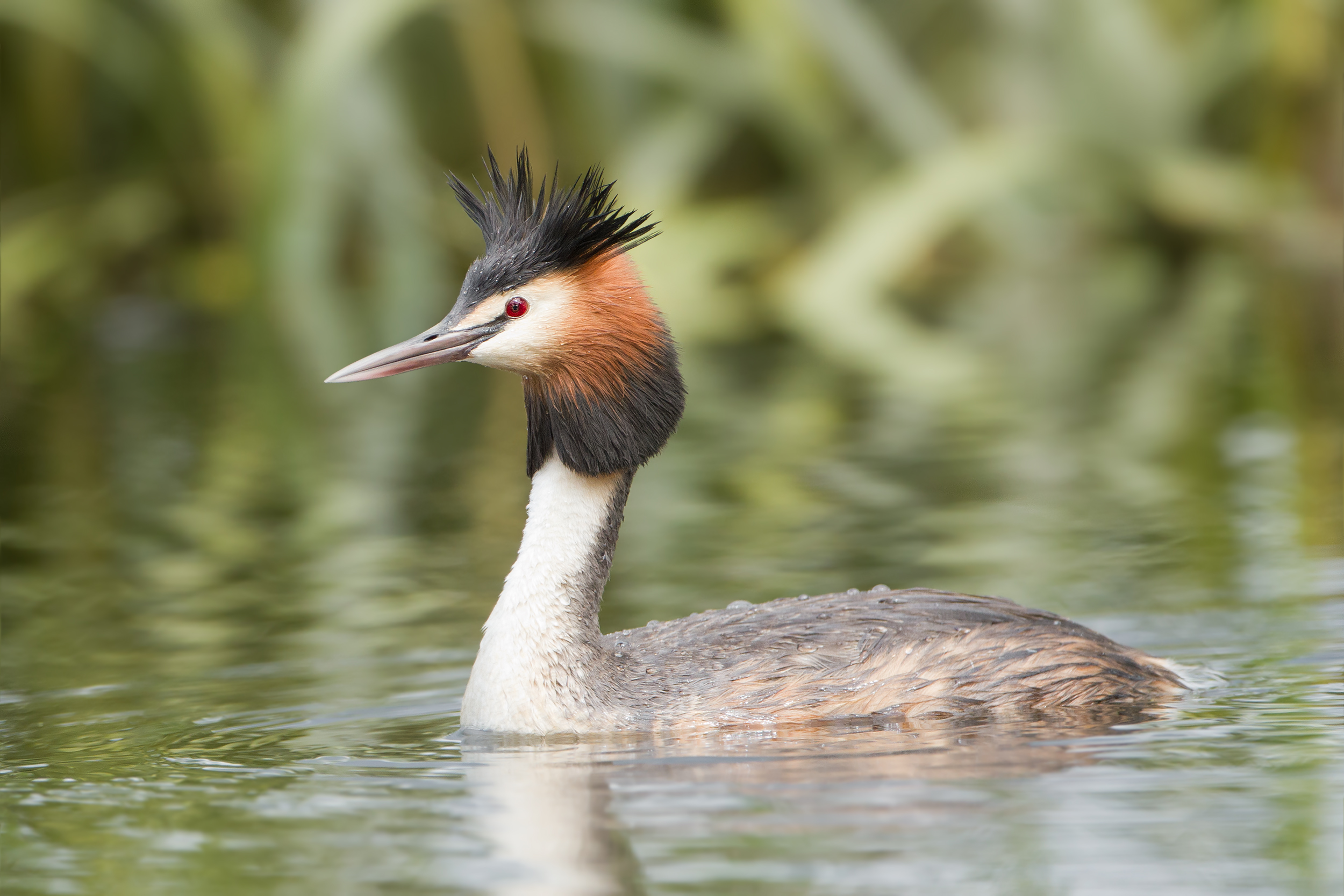
غطاس متوج في الصيف